# Herb gminy Poronin
Herb gminy Poronin – symbol gminy Poronin, ustanowiony 29 listopada 2002.

## Wygląd i symbolika
Herb przedstawia na tarczy w polu zielonym postać brunatnego niedźwiedzia siedzącego na granitowym głazie z opuszczonymi przednimi łapami i pochyloną głową. Niedźwiedź w herbie Poronina znany jest z pieczęci XIX wiecznych (odcisk z 1870 roku), gdzie jest „ku lesie idący”.